# Симарон Сити (Оклахома)
Симарон Сити (енгл. Cimarron City) град је у америчкој савезној држави Оклахома.

## Демографија
По попису из 2010. године број становника је 150, што је 40 (36,4%) становника више него 2000. године.
| Група             | 2000.       | 2010.       |
| Белци             | 100 (90,9%) | 141 (94,0%) |
| Афроамериканци    | 2 (1,8%)    | 1 (0,7%)    |
| Азијати           | 0 (0,0%)    | 1 (0,7%)    |
| Хиспаноамериканци | 2 (1,8%)    | 0 (0,0%)    |
| Укупно            | 110         | 150         |